# João Lourenço
João de Matos Moura Lourenço (Alcobaça, 1942. április 8. –)  portugál válogatott labdarúgó.

## Pályafutása

### A válogatottban
A portugál válogatott tagjaként részt vett az 1966-os világbajnokságon, de egyetlen mérkőzésen sem lépett pályára.

## Sikerei, díjai
Sporting
- Portugál bajnok (2): 1961–62, 1965–66
- Portugál kupa (1): 1962–63
- Kupagyőztesek Európa-kupája (1): 1963–64

Portugália
- Világbajnoki bronzérmes (1): 1966